# Rattus praetor
Rattus praetor е вид бозайник от семейство Мишкови (Muridae).